# Helene Madison
Helene Madison (Madison, Wisconsin, 1913. június 19. – Seattle, Washington,  1970. november 27.) háromszoros olimpiai bajnok amerikai úszó.

## Pályafutása
Wisconsin államban született, de családja még gyermekkorában Seattle-be költözött. Itt érte el első úszó sikereit, a 30-as évek elejére pedig már ő dominálta a női gyorsúszást. 1930-ban és 1931-ben tizenhat hónap alatt tizenhat új világrekordot állított fel különböző távokon.
Pályafutása alatt egyetlen olimpián vett részt. Los Angeles-ben szerepelt, ahol mind a három női gyorsszámban aranyérmes lett. Százon és négyszázon új olimpiai, míg a négyszer százas amerikai váltóval új világrekorddal győzött. Az ezt követő években több filmben is játszott mint színész, majd úszás oktatóként és nővérként dolgozott.

## Magánélete
Kétszer vált el. Ötvenhét évesen, torokrákban halt meg.